# Circuit des Ardennes 2023
Il Circuit des Ardennes 2023, cinquantesima edizione della corsa e valida come prova del circuito UCI Europe Tour 2023 categoria 2.2, si svolse in quattro tappe dal 6 al 9 aprile su un percorso di 584 km, con partenza da Nouvion-sur-Meuse e arrivo a Charleville-Mézières in Francia. La vittoria fu appannaggio del danese Mathias Bregnhøj, il quale completò il percorso in 13h58'18", alla media di 43,457 km/h, davanti al ceco Matěj Zahálka e al francese Thibaud Gruel.
Sul traguardo di Charleville-Mézières 123 ciclisti, su 156 partiti da Nouvion-sur-Meuse, portarono a termine la competizione.

## Tappe
| Tappa  | Data     | Percorso                         | km    | Vincitore di tappa | Leader cl. generale |
| ------ | -------- | -------------------------------- | ----- | ------------------ | ------------------- |
| 1ª     | 6 aprile | Nouvion-sur-Meuse > Sedan        | 89,6  | Axel Laurance      | Axel Laurance       |
| 2ª     | 7 aprile | Renneville > Gruyères            | 185,6 | Mathias Bregnhøj   | Mathias Bregnhøj    |
| 3ª     | 8 aprile | Chooz > Haybes                   | 169,6 | Thibaud Gruel      | Mathias Bregnhøj    |
| 4ª     | 9 aprile | Bazeilles > Charleville-Mézières | 138,7 | Luke Lamperti      | Mathias Bregnhøj    |
| Totale | Totale   | Totale                           | 584   |                    |                     |

## Squadre partecipanti
| N.      | Cod. | Squadra                      |
| ------- | ---- | ---------------------------- |
| 1-6     | LTP  | Leopard Togt Pro Cycling     |
| 11-16   | CGF  | Groupama-FDJ Conti           |
| 21-26   | EKA  | Elkov-Kasper                 |
| 31-36   | MSP  | HRE Mazowske Serce Polski    |
| 41-46   | BWD  | Bingoal WB Development Team  |
| 51-56   | CRT  | Circus-ReUz-Technord         |
| 61-66   | DDS  | Development Team DSM         |
| 71-76   | TEC  | Team Ecoflo Chronos          |
| 81-86   | PUS  | P&S Benotti                  |
| 91-96   | HBA  | Hagens Berman Axeon          |
| 101-106 | JVD  | Jumbo-Visma Development Team |
| 111-116 | LDD  | Lotto Dstny Development Team |
| 121-126 | MET  | Metec-Solarwatt p/b Mantel   |

| N.      | Cod. | Squadra                      |
| ------- | ---- | ---------------------------- |
| 131-136 | SQD  | Soudal Quick-Step Devo Team  |
| 141-146 | RSW  | Team Felbermayr-Simplon Wels |
| 151-156 | TRI  | Trinity Racing               |
| 161-166 | TUU  | Tudor Pro Cycling Team U23   |
| 171-176 | UDT  | Uno-X Dare Development Team  |
| 181-186 | VOS  | Voster ATS Team              |
| 191-196 | ITA  | Italia                       |
| 201-206 |      | Vendée U Pays de la Loire    |
| 211-216 |      | VC Rouen 76                  |
| 221-226 |      | Philippe Wagner Cycling      |
| 231-236 |      | VC Villefranche Beaujolais   |
| 241-246 |      | VC Unité Schwenheim          |
| 251-256 | ADD  | Alpecin-Deceuninck DT        |

## Dettagli delle tappe

### 1ª tappa
- 6 aprile: Nouvion-sur-Meuse > Sedan – 89,6 km

| Pos. | Corridore      | Squadra    | Tempo    |
| ---- | -------------- | ---------- | -------- |
| 1    | Axel Laurance  | Alpecin DT | 2h08'12" |
| 2    | Henri Uhlig    | Alpecin DT | s.t.     |
| 3    | Cooper Johnson | Hagens     | s.t.     |

| Pos. | Corridore      | Squadra    | Tempo    |
| ---- | -------------- | ---------- | -------- |
| 1    | Axel Laurance  | Alpecin DT | 2h08'02" |
| 2    | Henri Uhlig    | Alpecin DT | a 4"     |
| 3    | Cooper Johnson | Hagens     | a 6"     |

### 2ª tappa
- 7 aprile: Renneville > Gruyères – 185,6 km

| Pos. | Corridore        | Squadra  | Tempo    |
| ---- | ---------------- | -------- | -------- |
| 1    | Mathias Bregnhøj | Leopard  | 4h30'30" |
| 2    | Matěj Zahálka    | Elkov    | a 4"     |
| 3    | Alec Segaert     | Lotto DT | s.t.     |

| Pos. | Corridore        | Squadra  | Tempo    |
| ---- | ---------------- | -------- | -------- |
| 1    | Mathias Bregnhøj | Leopard  | 6h38'32" |
| 2    | Matěj Zahálka    | Elkov    | a 8"     |
| 3    | Alec Segaert     | Lotto DT | a 10"    |

### 3ª tappa
- 8 aprile: Chooz > Haybes - 169,6 km

| Pos. | Corridore       | Squadra      | Tempo    |
| ---- | --------------- | ------------ | -------- |
| 1    | Thibaud Gruel   | Groupama C.  | 4h08'09" |
| 2    | Rémi Capron     | Villefranche | s.t.     |
| 3    | António Morgado | Hagens       | s.t.     |

| Pos. | Corridore        | Squadra  | Tempo     |
| ---- | ---------------- | -------- | --------- |
| 1    | Mathias Bregnhøj | Leopard  | 10h46'48" |
| 2    | Matěj Zahálka    | Elkov    | a 8"      |
| 3    | Alec Segaert     | Lotto DT | a 20"     |

### 4ª tappa
- 9 aprile: Bazeilles > Charleville-Mézières – 138,7 km

| Pos. | Corridore           | Squadra     | Tempo    |
| ---- | ------------------- | ----------- | -------- |
| 1    | Luke Lamperti       | Trinity     | 3h11'30" |
| 2    | Thibaud Gruel       | Groupama C. | s.t.     |
| 3    | Alberto Bruttomesso | Italia      | s.t.     |

| Pos. | Corridore        | Squadra     | Tempo     |
| ---- | ---------------- | ----------- | --------- |
| 1    | Mathias Bregnhøj | Leopard     | 13h58'18" |
| 2    | Matěj Zahálka    | Elkov       | a 8"      |
| 3    | Thibaud Gruel    | Groupama C. | a 33"     |

## Evoluzione delle classifiche
| Tappa             | Vincitore         | Classifica generale Maglia gialla | Classifica a punti Maglia verde | Classifica scalatori Maglia a pois blu | Classifica giovani Maglia multicolore | Classifica a squadre     |
| ----------------- | ----------------- | --------------------------------- | ------------------------------- | -------------------------------------- | ------------------------------------- | ------------------------ |
| 1ª                | Axel Laurance     | Axel Laurance                     | Axel Laurance                   | Matteo Zurlo                           | Axel Laurance                         | Alpecin-Deceuninck DT    |
| 2ª                | Mathias Bregnhøj  | Mathias Bregnhøj                  | Mathias Bregnhøj                | Matteo Zurlo                           | Alec Segaert                          | Leopard Togt Pro Cycling |
| 3ª                | Thibaud Gruel     | Mathias Bregnhøj                  | Axel Laurance                   | Michael Kukrle                         | Alec Segaert                          | Lotto Dstny DT           |
| 4ª                | Luke Lamperti     | Mathias Bregnhøj                  | Thibaud Gruel                   | Michael Kukrle                         | Thibaud Gruel                         | Lotto Dstny DT           |
| Classifica finale | Classifica finale | Mathias Bregnhøj                  | Thibaud Gruel                   | Michael Kukrle                         | Thibaud Gruel                         | Lotto Dstny DT           |

Maglie indossate da altri ciclisti in caso di due o più maglie vinte
- Nella 2ª tappa Henri Uhlig ha indossato la maglia verde al posto di Axel Laurance e Cooper Johnson ha indossato quella bianca al posto di Axel Laurance.
- Nella 3ª tappa Axel Laurance ha indossato la maglia verde al posto di Mathias Bregnhøj.

## Classifiche finali

### Classifica generale - maglia gialla
| Pos. | Corridore         | Squadra     | Tempo     |
| ---- | ----------------- | ----------- | --------- |
| 1    | Mathias Bregnhøj  | Leopard     | 13h58'18" |
| 2    | Matěj Zahálka     | Elkov       | a 8"      |
| 3    | Thibaud Gruel     | Groupama C. | a 33"     |
| 4    | António Morgado   | Hagens      | a 41"     |
| 5    | Axel Laurance     | Alpecin DT  | a 42"     |
| 6    | Francesco Busatto | Circus      | a 48"     |
| 7    | Adam Ťoupalík     | Elkov       | s.t.      |
| 8    | Gwen Leclainche   | P. Wagner   | s.t.      |
| 9    | Antoine Huby      | Vendée U    | a 52"     |
| 10   | Jesse Kramer      | Jumbo DT    | s.t.      |

### Classifica a punti - maglia verde
| Pos. | Corridore         | Squadra     | Punti |
| ---- | ----------------- | ----------- | ----- |
| 1    | Thibaud Gruel     | Groupama C. | 49    |
| 2    | Axel Laurance     | Alpecin DT  | 40    |
| 3    | Luke Lamperti     | Trinity     | 36    |
| 4    | Francesco Busatto | Circus      | 29    |
| 5    | Adam Ťoupalík     | Elkov       | 28    |

### Classifica scalatori - maglia a pois blu
| Pos. | Corridore        | Squadra    | Punti |
| ---- | ---------------- | ---------- | ----- |
| 1    | Michael Kukrle   | Felbermayr | 32    |
| 2    | Matteo Zurlo     | Italia     | 26    |
| 3    | Magnus Brynsrud  | Uno-X Dare | 19    |
| 4    | Colby Simmons    | Jumbo DT   | 13    |
| 5    | Mathias Bregnhøj | Leopard    | 11    |

### Classifica giovani - maglia multicolore
| Pos. | Corridore         | Squadra     | Tempo     |
| ---- | ----------------- | ----------- | --------- |
| 1    | Thibaud Gruel     | Groupama C. | 13h58'51" |
| 2    | António Morgado   | Hagens      | a 8"      |
| 3    | Axel Laurance     | Alpecin DT  | a 9"      |
| 4    | Francesco Busatto | Circus      | a 15"     |
| 5    | Antoine Huby      | Vendée U    | a 19"     |

### Classifica a squadre
| Pos. | Squadra                      | Tempo     |
| ---- | ---------------------------- | --------- |
| 1    | Lotto Dstny Development Team | 41h57'35" |
| 2    | Philippe Wagner Cycling      | a 23"     |
| 3    | Elkov-Kasper                 | a 28"     |
| 4    | Hagens Berman Axeon          | a 1'01"   |
| 5    | Circus-ReUz-Technord         | a 1'22"   |